# Isaiah Spiller
Isaiah Spiller (Spring, Texas, 9 de agosto de 2001) es un jugador profesional estadounidense de fútbol americano, se desempeña en la posición de running back en Los Angeles Chargers, en la National Football League (NFL).

## Carrera
Fue seleccionado en la cuarta ronda en la Reunión Anual de Selección de Jugadores de la NFL de 2022. Hizo su debut profesional con el equipo Los Angeles Chargers, donde lleva jugando dos temporadas.